# Naga Saribu I
Naga Saribu I is een bestuurslaag in het regentschap Humbang Hasundutan van de provincie Noord-Sumatra, Indonesië. Naga Saribu I telt 1760 inwoners (volkstelling 2010).